# Demografía de Omán
La demografía de Omán incluye la cantidad y la densidad de población, los grupos étnicos, el nivel de educación, la salud de la población, la situación económica, las creencias religiosas y otros aspectos de la población.
En Omán, el 50 % de la población vive en Mascate y en Batina; cerca de 200 000 viven en Dhofar; alrededor de 30 000 viven en la península de Musandam, remoto del Estrecho de Ormuz. Unos 600 000 extranjeros viven en Omán, la mayoría de los cuales son trabajadores de la India, Pakistán, Bangladés, Marruecos, Jordania y las Filipinas.
Desde 1970, el gobierno ha dado prioridad a la educación con el fin de desarrollar una fuerza de trabajo doméstico, que el gobierno considera un factor vital en el progreso económico y social del país. En 1986, la primera universidad de Omán, la Universidad Sultán Qaboos, abrió. Otras instituciones post-secundaria incluyen una escuela de derecho, una escuela técnica, un instituto bancario, una escuela normal de formación, y otra de ciencias de salud. Cerca de 200 becas se otorgan cada año para estudiar en el extranjero.
Nueve colegios privados existen, con 2 años de diplomas post-secundaria. Desde 1999, el Gobierno ha emprendido reformas en la educación superior diseñada para satisfacer las necesidades de una población en crecimiento, y solo un pequeño porcentaje de los que actualmente se encuentran ingresados en instituciones de educación superior. Bajo el sistema de reforma, cuatro universidades públicas regionales se crearán, e se proporcionaran incentivos para promover la mejora de las nueve universidades privadas y la creación de otras carreras que otorgan las universidades privadas. 

## Población emigrada de Omán
Hoy, varios miles de personas nacidas en Omán han emigrado al exterior. Las cifras se muestran a continuación (solo se enumeran los países con más de 100 residentes identificados, nacidos en Omán).
| País           | Población en Omán |
| -------------- | ----------------- |
| Reino Unido    | 2024              |
| Estados Unidos | 940               |
| Canadá         | 315               |
| Australia      | 209               |

## Estadísticas demográficas de CIA World Factbook

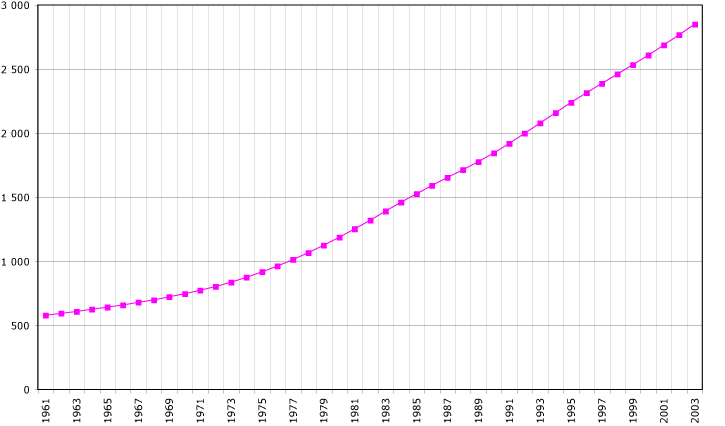
Demografía de Omán, los datos según la FAO, año 2005; Número de habitantes en miles.

Las estadísticas demográficas siguientes son de la CIA World Factbook, a menos que se indique lo contrario.

### Población
2 694 094 (incluye 742 994 extranjeros)

nota:
Los resultados preliminares del Censo de Omán de 2010

### Estructura de edad
0-14 años:
42.7 % (hombres 744 265 / mujeres 714 116)

15-64 años:
54.5 % (hombres 1 079 511 / mujeres 783 243)

65 años y más:
2.8 % (hombres 55 180 / mujeres 41 770) (2010 est.)

### Tasa de crecimiento poblacional
2.023 % (2011 est.)

### Tasa de natalidad
34.79 nacimientos / 1000 población (2010 est)

### Índice de mortalidad
3.65 muertes / 1000 personas (2005 est)

### Tasa neta de migración
0,24 migrante(s) / 1000 habitantes (2010 est)

### Proporción entre los sexos
al nacer:
1.05 hombre(s)/mujer

menores de 15 años:
1.04 hombre(s)/mujer

15-64 años:
1.46 hombre(s)/mujer

65 años y más:
1.2 hombre(s)/mujer

población total:
1.26 hombre(s)/mujer (2005 est.)

### Tasa de mortalidad infantil
16.88 muertes / 1000 nacidos vivos (2010 est)

### Esperanza de vida al nacer
población total:
74.16 años

hombres:
74.87 años

mujeres:
76.55 años (2010 est.)

### Tasa total de fecundidad
2,87 niños nacidos / mujer (2011 est)

### Urbanización
Alrededor del 78 % de la población es urbana.

### Nacionalidad
Sustantivo: Omaní(es)
Adjetivo: Omaní

### Grupos étnicos
Árabe, Baluchi, Lawati (Khoja), Zadjali (Jadgal), Maimani, Al Saigh, Al Baharinah, Ajami, Jibbali, Afroárabe, Persa, Filipino, Somalí, Asia del Sur (Indios, Pakistaní, Sri Lanka, Bangladési).

### Religiones
Ibadismo 75 %, Sunismo, Chiismo, Hinduismo

### Idiomas
Árabe (oficial), inglés, suajili, baluchi, lawati (khojki), zadjali (jadgali), gujarati, ajami, kamzari, jibbali (qarawi): shehri, mehri, habyoti, bathari, hikmani, harsusi, otros dialectos de la India.

### Alfabetismo
definición:
NA

población total: 75.8 %

hombres: 83.1 %

mujeres: 67.2 % (2003 est.)

### Gobierno
- Ministerio de Relaciones Exteriores de Omán

- Datos: Q2982301
- Multimedia: Demographics of Oman / Q2982301